# Gruppo Hager
Il gruppo Hager è una società europea franco-tedesca che opera nel settore delle apparecchiature e delle soluzioni elettriche per edifici residenziali, commerciali e industriali con sede a Blieskastel, in Germania.
L'attività comprende la distribuzione di energia, il cablaggio, il controllo intelligente degli edifici e l'ingegneria della sicurezza, che sono distribuiti con il marchio Hager. Altri marchi: Berker, Bocchiotti, Daitem, Diagral, Efen ed Elcom.
È membro dell'Istituto europeo per le norme di telecomunicazione (ETSI).

## Storia

### Gli inizi
Nel 1955 i fratelli Herman (1928-2014) e Oswald Hager fondano, sostenuti dal padre Peter, la fabbrica di elettrotecnica Hager HG ad Ensheim. In quel periodo la zona della Saarland era ancora economicamente collegata dal 1945 alla Francia e il mercato tedesco non è accessibile. Così quattro anni più tardi gli Hagers fondano a Obernai, in Alsazia, la Hager Electro SA come prima filiale estera.
Dal 1966 la società comincia per la prima volta a realizzare sistematicamente in Germania installatori elettrici. E nel 1969 l'elemento fusibile modulare del gruppo è brevettato in Germania e nel 1970 anche in Francia. L'introduzione sul mercato dell'elemento di sicurezza modulare porta a una nuova generazione di questi prodotti. Nello stesso tempo il primo quadro di distribuzione prodotto in serie, "Hager-Rapid-System", appare sul mercato francese. Nel 1973 la società realizza un fatturato di 43 milioni di marchi tedeschi in Germania, in Francia le vendite sono di 22 milioni di franchi.
Nel 1976 è completata la gamma di alloggi modulari per la costruzione di abitazioni: Hager lancia la piccola scheda di distribuzione Gamma. E nel 1982 realizza il primo interruttore differenziale (RCD). A Blieskastel, in Germania, viene creato un nuovo stabilimento di produzione con un magazzino a scaffali alti.
Negli anni ottanta il Gruppo Hager diventa fornitore di servizi completi per l'installazione elettrica negli edifici e fonda società di vendita in Svizzera (Hager Modula) e in Gran Bretagna (Hager Powertechl). Dalla metà degli anni novanta il gruppo Hager apre filiali nei Paesi Bassi, Norvegia, Portogallo e apre canali di distribuzione negli Emirati Arabi Uniti, Singapore, Malaysia, Hong Kong, Cina, Australia e Nuova Zelanda. In Italia entra nel 1991 con l'apertura di una filiale commerciale, Hager Lume, dopo avere rilevato la società Lumetal, specializzata nella produzione di distributori. E sempre nel 1991 si lancia nella domotica con la gamma Tébis.

### L'espansione
Nel 1996 acquisisce Tehalit, inventore del sistema di scivoli e leader del settore con stabilimenti in Francia e Germania. Due anni più tardi rileva la francese Flash (automazione per la gestione dell'energia) e l'inglese Ashley&Rock (interruttori). Nel 2000 partnership con l'americana Cutler&Hammer per la produzione di interruttori automatici, nel 2001 crea in Brasile la società Eletromar e prende il controllo dell'italiana AB PLast (interruttori e prese).
Nel 2004 acquisisce Swiss Weber AG, società che produce apparecchi per la distribuzione di energia elettrica e la francese Atral, specializzata in sistemi d'allarme con i marchi Daitem, Diagral e Logisty. Nel 2005 rileva la svizzera Amacher (interruttori e prese), l'italiana STS Elettronica (sistemi di sicurezza) e la francese Tolmega (condotte metalliche per cavi).
Nel 2007 il Gruppo Hager diventa un'azienda di diritto europeo e l'anno dopo la guida dell'azienda passa a Daniel Hager. Nell'ottobre 2010 la società sponsorizza (sino al giugno 2014) la squadra di calcio 1FC Saarbrücken. Nel 2012 rileva Berker, azienda tedesca produttrice di switch con sede a Schalkomuhle e Elcom International, azienda elettromeccanica (sistemi di citofoni) con sede in India. Nel gennaio 2013 il gruppo si è classificato al 101º posto nella classifica delle 500 più grandi aziende familiari in Germania secondo la rivista Wirtschaftsblatt.
Nel 2015 rileva l'italiana Bocchiotti, azienda familiare di Arenzano fondata nel 1965, cinque stabilimenti, 400 dipendenti e un fatturato di 120 milioni di euro, specializzata nella produzione e vendita di sistemi di canalizzazioni dei cavi e centraline per i settori dell'industria e dell'edilizia residenziale. Produce anche la guaina spiralata in Pvc con marchio Inset con un'ottima qualità del prodotto a livello mondiale in cui viene commercializzata.
Nel 2016 stipula una partnership con Brief-Blulinea per creare una società per lo sviluppo di Blulinea in Germania e rileva Azimut Monitoring, leader francese nel monitoraggio della qualità dell'aria e del rumore per gli "edifici intelligenti". Nel 2018 acquisisce E3/DC GmbH, una società di sviluppo tedesca per inverter e sistemi di accumulo di energia.

## Ricerca e sviluppo
L'azienda investe più del 6% del suo giro d'affari in R&S, impegnandovi 729 ingegneri.
In totale sono 3.000 nel 2016 i brevetti attivi nel mondo.

### Produzione
Il gruppo opera in 23 stabilimenti produttivi distribuiti in 11 paesi: Francia, Polonia, Germania, Cina, Italia, Svizzera, Regno Unito, Brasile, India, Spagna, Ungheria.

## Riconoscimenti
Red Dot Design Award per:
- Communication Design: Hager Group Annual Report (2016)[11]

IF product design award per:
- Comunicazione: Hager Group Annual Report (2013)[12], Schalterprogramm W.1 (2015)[13], Hager Group Annual Report (2017)[14]
- Prodotti: Gamma (2007)[15], Kallysto (2007)[16], Volta upv/apv (1995)[17]